# اقتصاد سياسي دولي

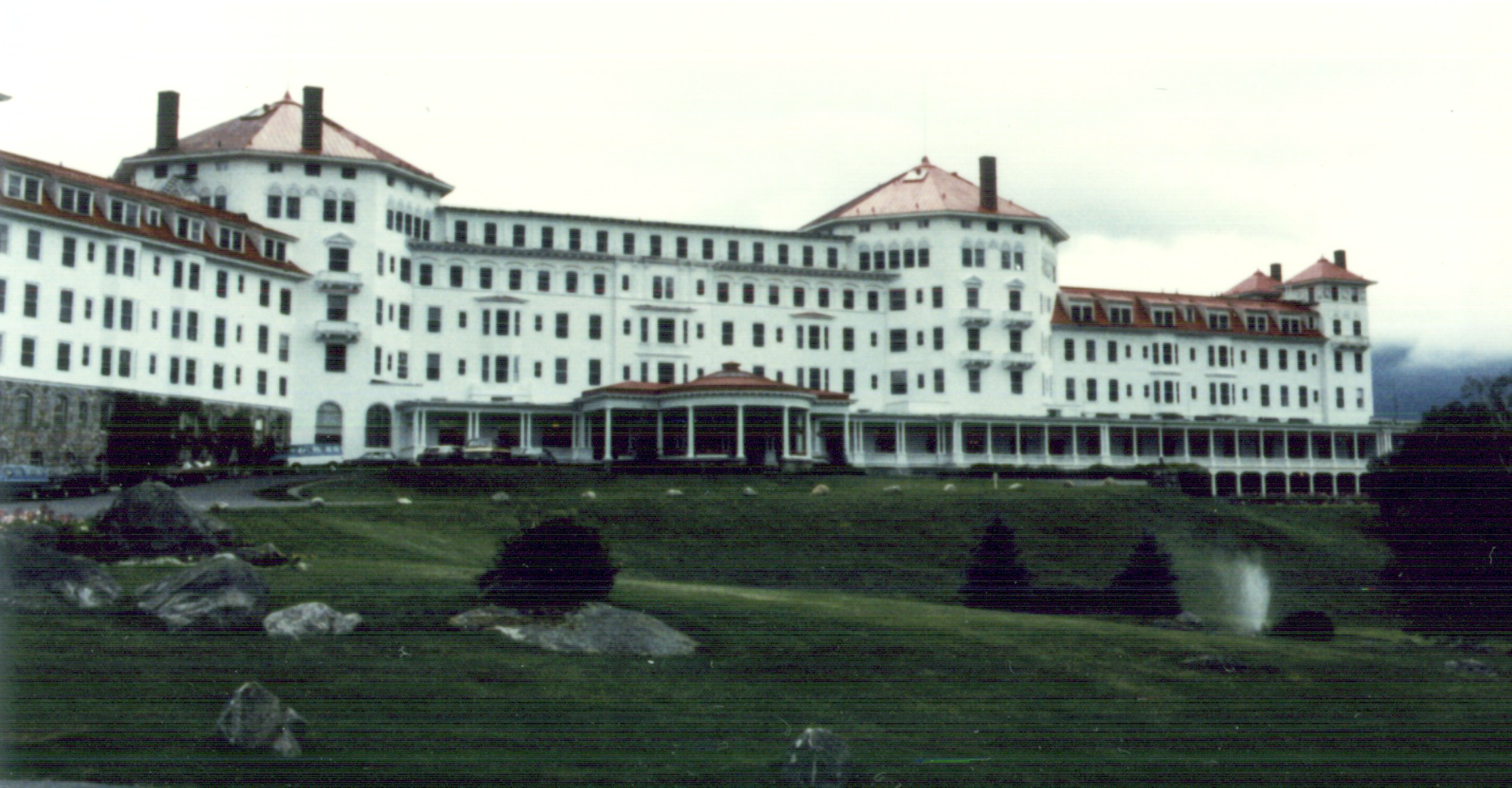

الاقتصاد السياسي الدولي هو أحد العلوم الاجتماعية التي تدرس التفاعل و التـأثير المتبادل بين الاقتصاد و السياسة على الساحة الدولية. يشكل أصله و معناه موضوع نقاش حاد بين العلماء. على الرغم من هذه الخلافات، فإن معظمهم يعتبرون الأيديولوجيات «الكلاسيكية» الثلاث (القومية، الليبرالية و الماركسية) من بين أسس تطور هذا الميدان. و من جهة أخرى، ظهرت نظريات حديثة خلال السنوات الأخيرة مثل نظرية الاقتصاد المزدوج و نظرية النظام العالمي الجديد.
كما يعتمد هذا الحقل الدراسي على مجالات أكاديمية عدة أهمها الاقتصاد و السياسة، و لكن أيضا التاريخ و القانون و علم الاجتماع. و يمكن تقسيم الاقتصاد السياسي الدولي إلى أربع فروع أساسية: نظام التجارة الدولية و نظام النقد الدولي و الشركات المتعددة الجنسية و التنمية الاقتصادية.

## تعريف
ساهم انهيار نظام بْرِيتُونْ وُودْز (Bretton Woods) النقدي و أزمة حظر النفط عام 1973 في تطور الاقتصاد السياسي الدولي إلى علم مستقل و متميز.
فمن قبل، تم اعتبار السياسة و الاقتصاد كعلمين منفصلين، حيث اعتمدت الأولى على القانون و التاريخ فحسب في حين بدا الآخر كعلم تجريدي و غير واقعي. و من أجل ملئ هذا الفراغ، اقترح الاقتصاد السياسي الدولي توافقا بين التحليل السياسي و الاقتصادي يهدف إلى معالجة الإشكالات الاجتماعية في السياق الحالي للعولمة.

## الأيديولوجيات التقليدية
منذ أكثر من قرن و نصف، اهتمت دراسة الاقتصاد السياسي الدولي بثلاث أيديولوجيات أساسية تتعلق بالليبرالية، القومية و الماركسية. و الظاهر أن لكل منها نظرة مختلفة للاقتصاد العالمي، و تعالج مواضيع محددة كالتجارة و توزيع الثروات، و كذلك تأثير السياسة على المنافسة و العلاقات الدولية. و تتعلق الاختلافات الأساسية فيما بينها بدور السوق و الدولة في تدبير المجتمع على المستوى المحلي و الدولي.

### الليبرالية
تطورت الليبرالية في بريطانيا خلال القرن الثامن عشر في اتجاه منافسة سيطرة الامبريالية. و يتمثل دور هذه الحركة في مضاعفة القدرة الاقتصادية بغاية تحسين رفاه الإنسان باعتباره ركيزة المجتمع. و لذلك ارتبطت هذه الايديولوجية بحرية السوق و الحد من تدخل الدولة ما عدا دورها في تسهيل المبدلات.
ففي رأي آدم سميث (Adam Smith) و كتابه ثروة الأمم، يعتبر الإنسان حيوانا اقتصاديا يتعامل بشكل عقلاني من أجل تحسين وضعيته بأقل كلفة ممكنة. و بتعامل الإنسان بهذا الشكل، يحسن وضعية المجتمع ككل و إن لم يتم ذلك بصفة متعادلة. و في نظر الليبراليين، يشكل السوق و مراقبة الأسعار، أداتين هامتين كفيلتين بتدبير الاقتصاد المحلي و الدولي. و لذلك، ينبغي ألا تتدخل الدولة أو السياسة في القضايا الاقتصادية، ما عدا في حالة وجود فشل سوقي أو لتحقيق الخير الجماعي. فالأسواق تظهر طبيعيا و لا تحتاج إلى إدارة مركزية. لقد أصبحت الليبرالية نظرية سياسية و اقتصادية مهيمنة خاصة على مستوى الدول الغربية المتقدمة. و يجذر الذكر أنها تطورت عبر القرنين الأخيرين تحت أشكال مختلفة (الكلاسيكي، الكينزيي، النمساوي...) واستغرقت نظريات كثيرة كقانون العرض و الطلب أو الرجوع الدائم للتوازن الاقتصادي. و لقد ساهم في تطور هذه النظرية العديد من المؤلفين كدافيد ريكاردو (David Ricardo) و فريدريش فون هايك (Friedrich August von Hayek).
و بخصوص تأثير الاقتصاد السياسي الدولي، يعتبر جون مينارد كينز (John Maynard Keynes) و نظريته الليبيرلية من ضمن مؤسسي نظام بْرِيتُونْ وُودْز (Bretton Woods) الذي دام من سنة 1944 إلى 1971. فقد تبنى توافقا بين السلطة العمومية و الخاصة معتمدا على الصندوق النقدي الدولي. فإن أحد أدوار هذا الأخير يتمثل في مراقبة السياسات الاقتصادية الكلية للدول قبل تمكينها من الحصول على قرض. و لقد أعاد هايك و ميلتون (Milton Friedman) النظر في هذه النظرية التي فقدت العديد من أنصارها بعد انهيار نظام برتون وودز. فمع أن المفهوم الليبرالي يشجع الفصل بين الدولة و السوق، فإن التطبيق يثبت أن هناك توافقا بين الايديولوجيات القومية و الليبرالية حول العلاقات الخارجية. و بالرغم من ذلك، فإن الأزمات المالية المتكررة منذ عام 2008 دفعت إلى مطالبة مجموعة من زعماء العالم بتجديد نظام برتون وودز. و مع أن الليبيرالية سمحت بتحسين الروابط الاقتصادية و التجارية، فإن إشكالية التوزيع الغير العادل للثروات ساهمت في جعل القومية و الماركسية مذهبين منافسين.